# Szkopjei körzet

A Szkopjei körzet elhelyezkedése

A Szkopjei körzet (macedónul Скопски регион) közigazgatási egység Észak-Macedónia északkeleti részén. Központja az ország fővárosa Szkopje.

## Községek
- Aracsinovo
- Csucser-Szandevo
- Ilinden
- Petrovec
- Szopiste
- Sztudenicsani
- Szkopje
- Zelenikovo

## Népesség
A 2002-es összeírás szerint az 578 144 fős összlakosságból 367 413 macedón (63,6%), 133 893 albán (23,2%), 23 903 cigány, 18 051 szerb, 12 123 török, 10 880 bosnyák, 11 881 egyéb.
A macedónok hat községben vannak többségben, arányszáma a következőképpen alakul községenként:
- Aracsinovo: 5,1%
- Csucser-Szandevo: 47,32%
- Ilinden: 87,83%
- Petrovec: 51,43%
- Szopiste: 60,18%
- Sztudenicsani: 1,8%
- Szkopje: 66,75%
- Zelenikovo: 61,86%

A Szkopjei körzet etnikai térképe

Az albánok főleg Aracsinovo (93,8%), Sztudenicsani (68,3%), Szopiste (34,33%), Zelenikovo (29,58%), Csucser-Szandovo (22,88%), Petrovec (22,86%), Szkopje (20,49%) lakói.
A szerbek aránya Csucser-Szandevo községben 28,56%, Ilindenben 5,7%, Petrovecben 5%.
Petrovec lakosságának 17,5%-a bosnyák nemzetiségű.
Sztudenicsani lakosságának 19,1%-a török.